# Frederick W. Mulkey
Frederick William Mulkey, född 6 januari 1874 i Portland, Oregon, död 5 maj 1924 i Portland, Oregon, var en amerikansk republikansk politiker. Han representerade delstaten Oregon i USA:s senat från januari till mars 1907 och på nytt från november till december 1918.
Mulkey utexaminerades 1896 från University of Oregon. Han studerade sedan juridik i New York. Han arbetade därefter som advokat i Portland.
Mulkey efterträdde i januari 1907 John M. Gearin som senator för Oregon. Han efterträddes i mars 1907 av Jonathan Bourne.
Senator Harry Lane avled 1917 i ämbetet och Charles L. McNary blev utnämnd till senaten. Mulkey fyllnadsvaldes 1918 till senaten samtidigt som McNary valdes till den åtföljande sexåriga mandatperioden. Mulkey tillträdde ämbetet i november 1918 och avgick sedan i december samma år.
Mulkey var baptist. Han gravsattes på River View Cemetery i Portland.